# Dorothy Dalton (Schauspielerin)

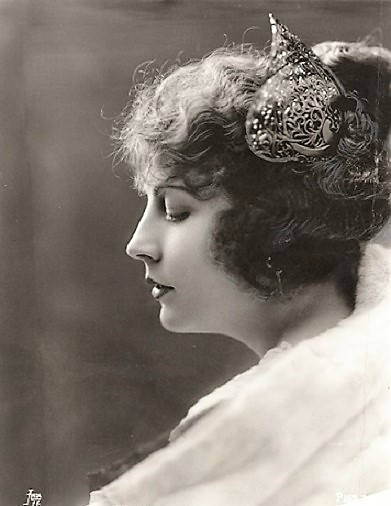
Dorothy Dalton (1921)

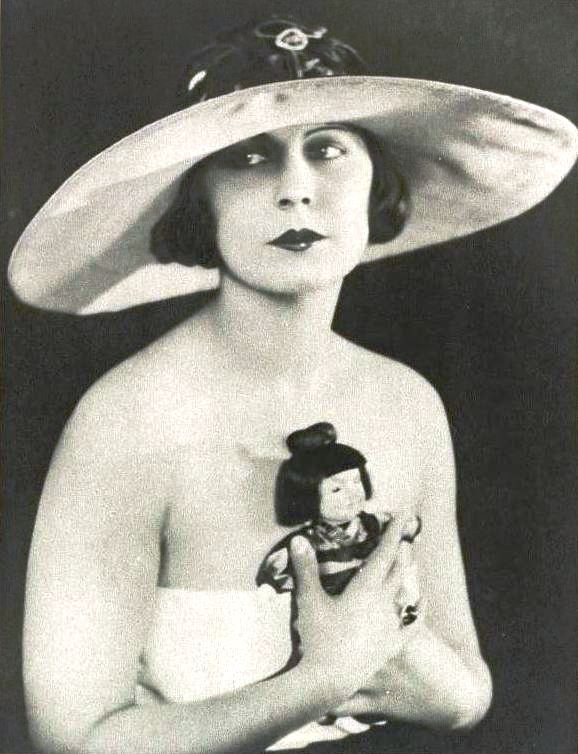
Dorothy Dalton (1922)

Dorothy Dalton (* 22. September 1893 in Chicago, Illinois; † 13. April 1972 in Scarsdale, New York) war eine US-amerikanische Schauspielerin.

## Leben
Dorothy Dalton trat zunächst in Vaudeville-Shows und mit reisenden Theaterensembles auf. Ab 1914 absolvierte sie erste Filmauftritte. Dalton stieg in den nachfolgenden Jahren zu einem Star des amerikanischen Stummfilms auf. Zu ihren Filmpartnern gehörten unter anderem William S. Hart in The Disciple (1915), H. B. Warner bei The Vagabond Prince (1916) und The Flame of the Yukon (1917) sowie Rudolph Valentino bei Das Piratenschiff (1922). Letzterer dürfte heute der noch vergleichsweise bekannteste ihrer Filme sein. Ab ihrem Auftritt in The Disciple wurde sie häufiger im Rollenfach des verführerischen Vamps besetzt. Zwischen ihren Auftritten beim Film war sie von 1919 bis 1920 am Broadway in dem Theaterstück Aphrodite zu sehen. Insgesamt drehte sie über 50 Filme, von denen die Mehrzahl heute als verschollen gilt. Dalton beendete ihre Filmkarriere im Jahr 1924, nachdem sie wieder geheiratet hatte und der Produzent Thomas Harper Ince, bei dem sie zuletzt unter Vertrag gestanden hatte, unter mysteriösen Umständen verstarb.
Dalton war von 1910 bis 1911 sowie nochmals von 1913 bis 1914 mit ihrem Schauspielkollegen Lew Cody verheiratet, beide Ehen scheiterten. Von 1924 bis zu dessen Tod war sie mit dem Komponisten und Autoren Arthur Hammerstein (1872–1955), dem Sohn des deutsch-amerikanischen Komponisten Oscar Hammerstein I, verheiratet. Durch die Ehe wurde sie die Stiefmutter der nur vier Jahre jüngeren Stummfilmschauspielerin Elaine Hammerstein. An Dorothy Dalton, die 1972 im Alter von 78 Jahren starb, erinnert ein Stern auf dem Hollywood Walk of Fame in der Kategorie Film.

## Filmografie (Auswahl)
- 1914: Pierre of the Plains
- 1914: Across the Pacific
- 1915: The Disciple
- 1916: The Three Musketeers
- 1916: The Jungle Child
- 1917: The Weaker Sex
- 1917: Chicken Casey
- 1917: Love Letters
- 1918: The Kaiser's Shadow
- 1919: The Homebreaker
- 1921: Die Todesprinzessin (Fool’s Paradise)
- 1922: Das Piratenschiff (Moran of the Lady Letty)
- 1922: The Crimson Challenge
- 1922: On the High Seas
- 1923: Der Mann im Nebel (Fog Bound)
- 1923: Law of the Lawless
- 1924: The Lone Wolf